# Malaika longipes
Espèce
Synonymes
- Auximus longipes Purcell, 1904
- Haemilla grindleyi Lawrence, 1964

Malaika longipes est une espèce d'araignées aranéomorphes de la famille des Phyxelididae.

## Distribution
Cette espèce est endémique du Cap-Occidental en Afrique du Sud,.

## Description
Le mâle décrit par Griswold en 1990 mesure 6,88 mm et la femelle 6,06 mm, les mâles mesurent de 5,31 à 8,50 mm et les femelles de 3,88 à 9,38 mm.

## Publication originale
- Purcell, 1904 : Descriptions of new genera and species of South African spiders. Transactions of the South African Philosophical Society, vol. 15, p. 115-173 (texte intégral).